# Turdus flavipes
O sabiá-una (Turdus flavipes) é uma espécie de sabiá encontrada no Brasil oriental, Paraguai e Argentina. Seu nome vem do tupi, significando sabiá (sabîá) preto ou escuro (una). Tais aves chegam a medir até 20,5 cm de comprimento, sendo o macho negro e cinzento com bico, pálpebras e pés amarelados, enquanto as fêmeas parda-oliváceas.

## Nomes populares
Também são chamadas de sabiá-da-mata. [carece de fontes?]
O nome sabiá-una foi selecionado como nome vernáculo técnico para a espécie Turdus flavipes pelo Comitê Brasileiro de Registros Ornitológicos (CBRO) em 2021.